# Megumi Horikawa
Pour les articles homonymes, voir Horikawa (homonymie).
Megumi Horikawa (堀川 恵, Horikawa Megumi), née le 18 octobre 1995, est une judokate japonaise. En 2022, elle remporte la médaille d'or lors des championnats du monde des moins de 63 kg à Tachkent.

## Biographie
Elle remporte son premier titre international en sénior en 2012 lors du Grand Slam de Tokyo. En 2013, elle termine deuxième aux Championnats du monde juniors en -63kg. Deux ans plus tard, elle remporte les Universiades 2015 à Gwangju. En 2016, elle est battue en finale des Championnats d'Asie par la Kazakhe Marian Urdabayeva. Avec l'équipe japonaise, elle devient championne d'Asie en 2016. En 2017, elle remporte son premier titre de championne du Japon toujours en mi-moyen.
Après une pause de deux ans et demi, Megumi Horikawa est revenue sur les tatamis lors de la Coupe Kodokan 2020. Plus de neuf ans après sa première victoire en Grand Slam, en 2022, elle a remporté à la fois le Grand Slam de Tel-Aviv avec une victoire finale face à la Britannique Gemma Howell et le Grand Prix Budapest devant la Polonaise Angelika Szymańska. Championne nationale du Japon, elle participe aux Championnats du monde 2022 à Tachkent où elle remporte le titre en battant la Canadienne Catherine Beauchemin-Pinard en finale.

## Palmarès

### Compétitions internationales
| Année | Compétition           | Lieu     | Résultat | Catégorie      |
| ----- | --------------------- | -------- | -------- | -------------- |
| 2015  | Universiade           | Gwangju  | 1re      | Moins de 63 kg |
| 2016  | Championnats d'Asie   | Tachkent | 2e       | Moins de 63 kg |
| 2016  | Championnats d'Asie   | Tachkent | 1re      | Par équipes    |
| 2022  | Championnats du monde | Tachkent | 1re      | Moins de 63 kg |

### Tournois Grand Chelem et Grand Prix
| Année | Compétition                 | Lieu       | Résultat | Catégorie      |
| ----- | --------------------------- | ---------- | -------- | -------------- |
| 2012  | Grand Slam de Tokyo         | Tokyo      | 1re      | Moins de 63 kg |
| 2017  | Grand Slam de Tokyo         | Tokyo      | 3e       | Moins de 63 kg |
| 2018  | Grand Slam de Düsseldorf    | Düsseldorf | 2e       | Moins de 63 kg |
| 2021  | Grand chelem de Bakou       | Bakou      | 3e       | Moins de 63 kg |
| 2022  | Tournoi de Tel Aviv de judo | Tel Aviv   | 1re      | Moins de 63 kg |
| 2022  | Grand Prix Budapest         | Budapest   | 1re      | Moins de 63 kg |